# Musée des Matériaux ou Matériauthèque du Centre de recherches sur les Monuments historiques

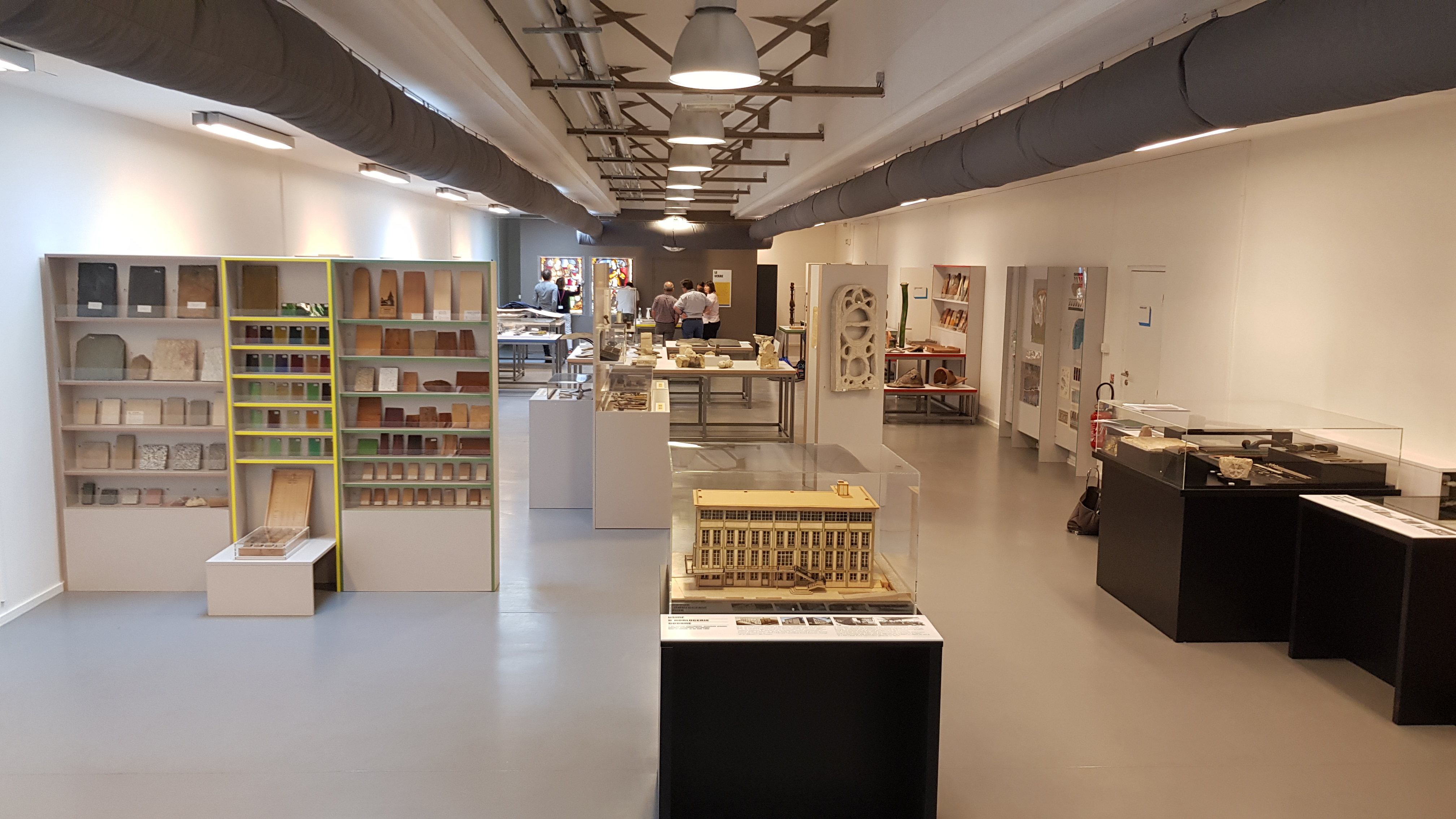
Matériauthèque du CRMH à la MPP

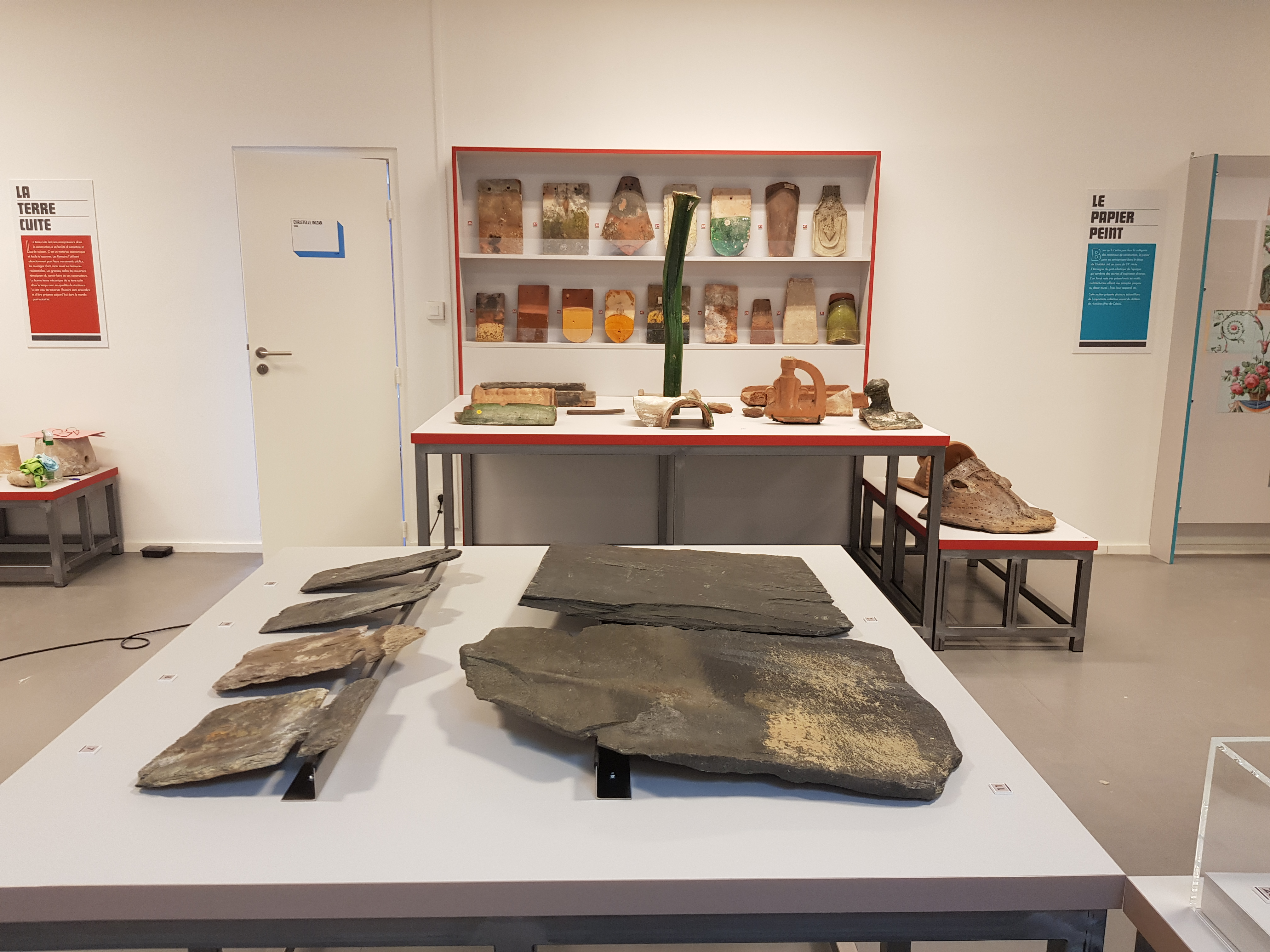
Matériauthèque du CRMH à la MPP

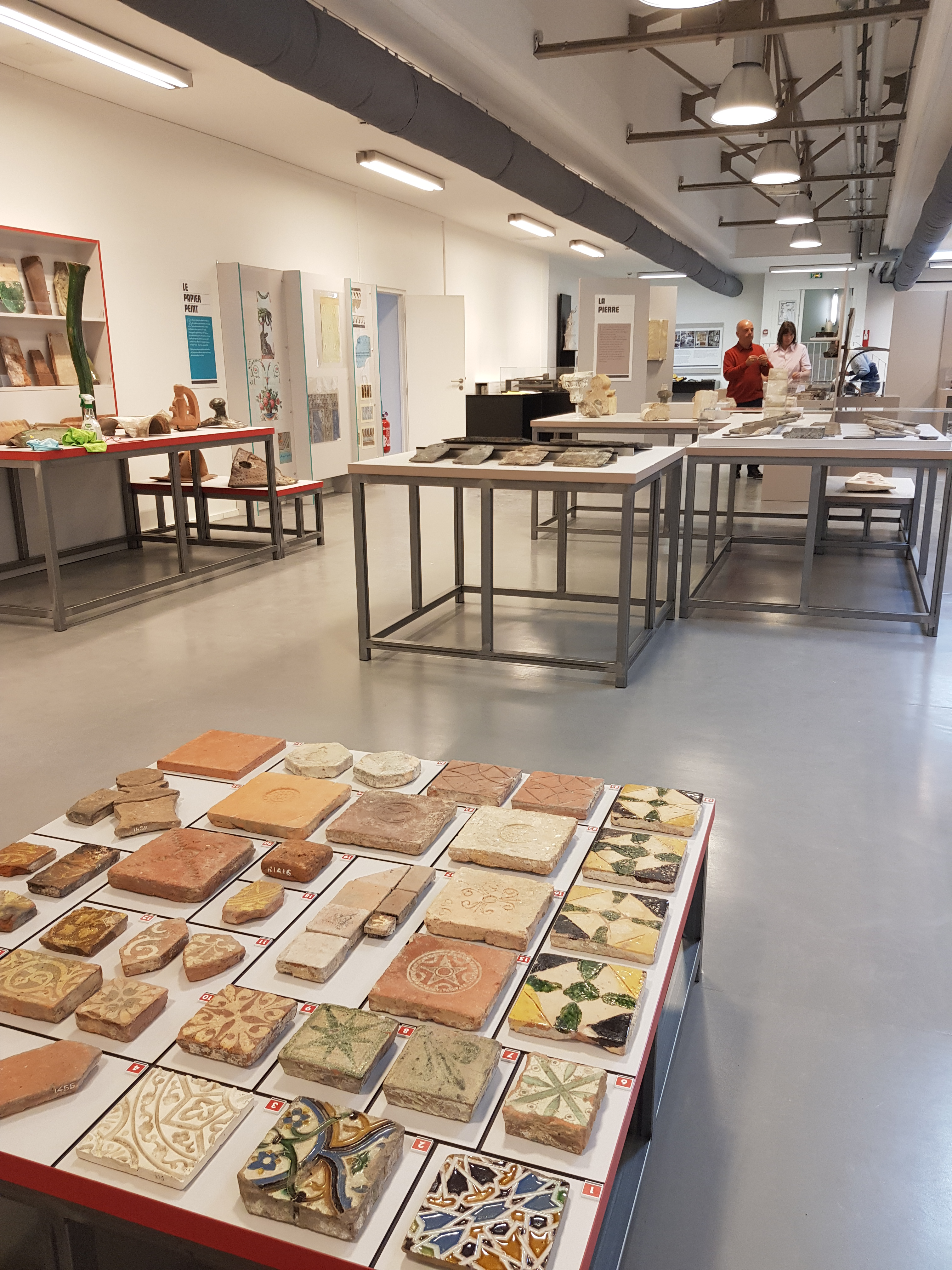
Matériauthèque du CRMH à la MPP

Le musée des Matériaux du Centre de recherches sur les Monuments historiques a été hébergé jusqu'en 2003 par l'École de Chaillot. Cette mathériauthèque, la plus ancienne de France, dépend du Centre de recherches sur les Monuments historiques, l'un des trois départements scientifiques de la Médiathèque du patrimoine et de la photographie (MPP). Elle fait l'objet depuis septembre 2019 d'une présentation muséographique (environ 20 % de la collection) sur le site de la MPP à Charenton-le-Pont. Le reste de la collection est conservé par la MPP dans des réserves au fort de Saint-Cyr. Les 3 700 objets qui composent cette matériauthèque sont décrits sur la base Palissy.
La collection des maquettes du CRMH est restée déposée par la MPP auprès de la Cité de l'architecture et du patrimoine. Une soixantaine d'entre elles sont exposées dans la galerie des moulages du musée des Monuments français.

## Liens externes

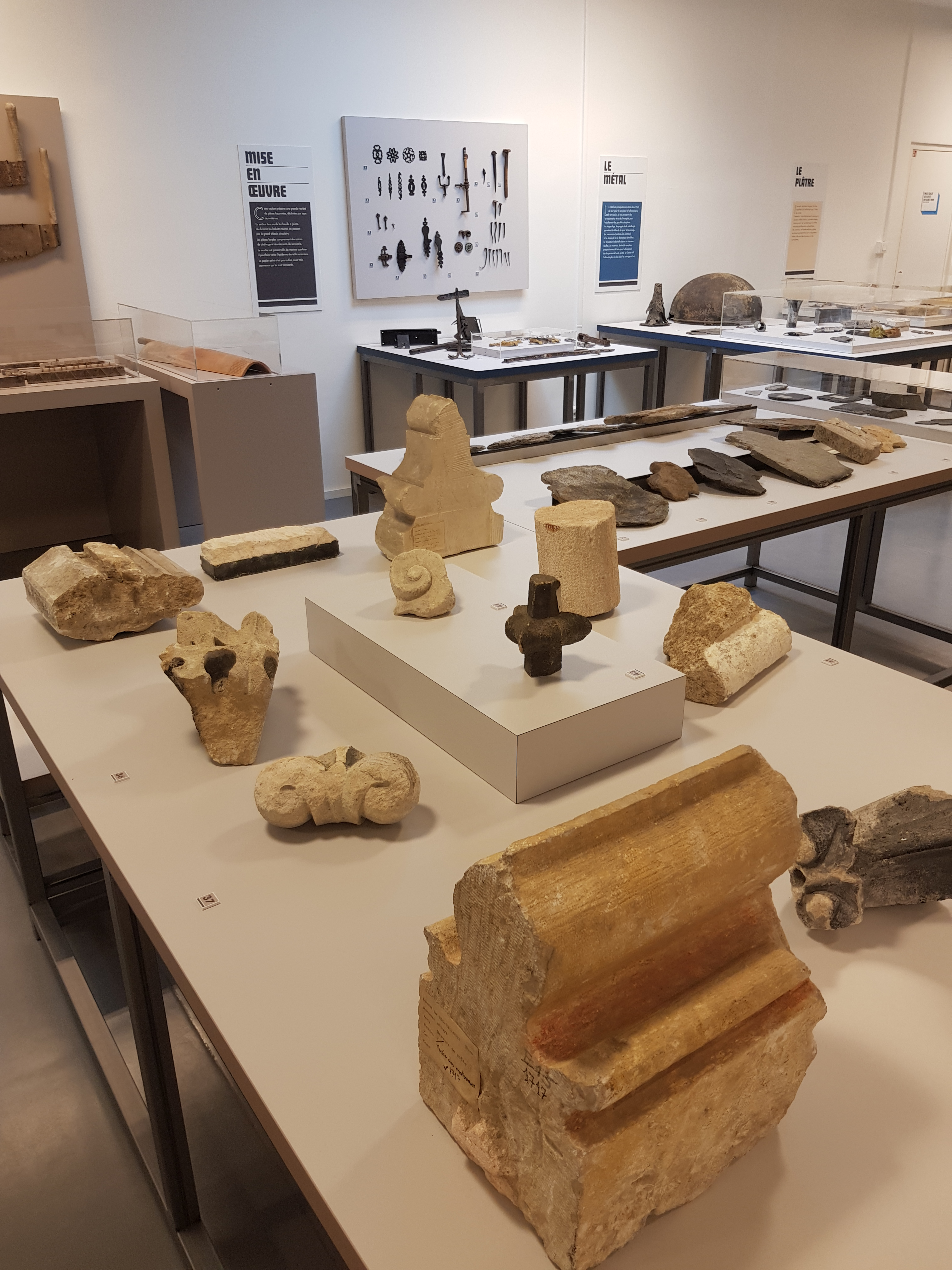
Matériauthèque du CRMH à la MPP